# Priobje
Priobje (Russisch: Приобье; "aan/bij de Ob"; Ostjaaks: Ёханокурт, Jochanokoert; "nederzetting aan de Ob") is een nederzetting met stedelijk karakter in het Russische autonome district Chanto-Mansië in de oblast Tjoemen in West-Siberië. De plaats vormt een rivierhaven aan de Ob aan het einde van de spoorlijn van Koesjva (via Ivdel) en vormt een gorodskoje poselenieje binnen het gemeentelijke district Oktjabrski op ongeveer 48 kilometer van Njagan.

## Geschiedenis
In 1967 kwam de 370-kilometer lange spoorlijn van Ivdel naar de locatie van de later plaats gereed voor de openstelling van nieuwe bosbouwgebieden in de Sovjet-Unie. Bij de Ob was een groot transportknooppunt gepland voor een toekomstige Grote Noordelijke Winterweg, die niet alleen naar het 150 kilometer noordoostelijker gelegen Kazym (berucht vanwege de Kazymopstand), maar nog verder naar Novy Oerengoj en Jamburg moest voeren. Zover kwam het echter nooit, Priobje is nog steeds het eindpunt. Aanvankelijk werd de spoorlijn doorgetrokken tot aan de oever van de rivier, maar door overstromingen moest al het materiaal worden verplaatst naar een veiliger plek. Aan de oever werd de rivierhaven Serginski aangelegd. In 1968 kwam een grote groep constructiestudenten van het bouwinstituut van Sebastopol naar de tenten en spoorgebouwen om er de huizen aan de Sebastopolstraat (hoofdstraat) op te bouwen. Een jaar later volgden bouwploegen uit het zuiden van de Sovjet-Unie om de Krimstraat en Odessastraat te voorzien van huizen. De plaats werd Sergino genoemd. In 1972 werd een selsovjet opgezet in de plaats. 
Begin jaren 90 kwam de huidige naam Priobje in gebruik.